# Jean-Luc Masdupuy
Jean-Luc Masdupuy (Saint-Yrieix-la-Perche, 14 de abril de 1969) é um ex-ciclista francês, que competiu como profissional entre 1994 e 1997. No Tour de France 1996, ele foi o último na classificação geral, o lanterne rouge.